# Being There (Wilco)
Being There is het tweede studioalbum van de Amerikaanse rockband Wilco. Het dubbelalbum werd opgenomen van september 1995 tot juli 1996. De opvolger van A.M. werd in oktober 1996 uitgebracht op cassette, cd en lp. Being There is vernoemd naar de gelijknamige film van Hal Ashby uit 1979.

## Tracks
Alle muziek en teksten zijn geschreven door Jeff Tweedy. 
| Nr. | Titel                                 | Duur |
| --- | ------------------------------------- | ---- |
| 1.  | Misunderstood                         | 6:28 |
| 2.  | Far, Far Away                         | 3:20 |
| 3.  | Monday                                | 3:33 |
| 4.  | Outtasite (Outta Mind)                | 2:34 |
| 5.  | Forget the Flowers                    | 2:47 |
| 6.  | Red-Eyed and Blue                     | 2:45 |
| 7.  | I Got You (At the End of the Century) | 3:57 |
| 8.  | What's the World Got in Stone         | 3:09 |
| 9.  | Hotel Arizona                         | 3:37 |
| 10. | Say You Miss Me                       | 4:07 |
| 11. | Sunken Treasure                       | 6:51 |
| 12. | Someday Soon                          | 2:33 |
| 13. | Outta Mind (Outta Sight)              | 3:20 |
| 14. | Someone Else's Song                   | 3:21 |
| 15. | Kingpin                               | 5:17 |
| 16. | (Was I) In Your Dreams                | 3:30 |
| 17. | Why Would You Wanna Live              | 4:16 |
| 18. | The Lonely 1                          | 4:48 |
| 19. | Dreamer in My Dreams                  | 6:43 |